# Базанова Найля Уразгулівна
Найля Уразгулівна Базанова (11 листопада 1911, місто Пішпек, тепер Бішкек, Казахстан — 10 січня 1993, місто Алмати, Казахстан) — радянська казахська діячка, фізіолог, директор Інституту фізіології людини і тварин Академії наук Казахської РСР, доктор біологічних наук (1945), професор (1946), член-кореспондент Академії наук Казахської РСР (1946), академік (дійсний член) Академії наук Казахської РСР (1951). Депутат Верховної ради СРСР 2—5-го скликань. Заступник голови Ради Союзу Верховної ради СРСР у 1958—1962 роках.

## Життєпис
Народилася в родині ветеринарного лікаря.
У 1929 році закінчила Алма-Атинський зооветеринарний технікум та вступила до Алма-Атинського зооветеринарного інституту, який закінчила в 1932 році.
З 1932 по 1935 рік — аспірант, з 1936 року — асистент, з 1938 року — доцент кафедри нормальної фізіології Алма-Атинського зооветеринарного інституту. 1936 року захистила кандидатську дисертацію на тему «Бактеріальні процеси в передшлунках жуйних».
Член ВКП(б) з 1941 року.
1945 року захистила докторську дисертацію на тему «Розвиток регуляції кровообігу та дихання у деяких сільськогосподарських тварин в онтогенезі».
У 1946 році обрана членом-кореспондентом Академії наук Казахської РСР та стала завідувачем кафедри нормальної фізіології Алма-Атинського зооветеринарного інституту.
1949 року стала членом Радянського комітету захисту миру та членом його президії. З 1949 по 1986 рік була головою Казахського комітету захисту миру.
У 1948—1951 роках — директор Інституту експериментальної біології Академії наук Казахської РСР.
У 1951—1962 роках — академік-секретар відділення біологічних та медичних наук Академії наук Казахської РСР.
У 1966—1986 роках — директор, у 1986—1993 роках — науковий консультант і почесний директор Інституту фізіології людини і тварин Академії наук Казахської РСР.
Була головою Казахського фізіологічного товариства імені І. П. Павлова, членом редакційних рад «Фізіологічного журналу СРСР імені І. М. Сєченова» (Ленінград), журналу АН СРСР «Успіхи фізіологічних наук» (Москва) та «Известия» АН КазРСР «Серія біологічна» (Алмати).
Померла 10 січня 1993 року в Алмати.

## Основні наукові праці
- Пропіоновокислі бактерії в силосуванні та годівлі сільськогосподарських тварин. Алма-Ата, 1977 (співавтор).
- Фізіологія сільськогосподарських тварин. Москва, 1967, 1980 (співавтор).
- Закономірності всмоктувальної діяльності шлунково-кишкового тракту. Алма-Ата, 1985 (співавтор).
- Підручник фізіології сільськогосподарських тварин. Москва, 1986.

## Нагороди
- орден Леніна
- орден Жовтневої Революції
- орден Трудового Червоного Прапора
- орден Дружби народів
- два ордени «Знак Пошани»
- медалі
- Заслужений діяч науки Казахської РСР (1960)